# 13473 Hokema
13473 Hokema este o planetă minoră (asteroid), cu un diametru de 2,529 km, din centura de asteroizi. A fost descoperită pe 7 aprilie 1953 la Observatorul Königstuhl de Karl Wilhelm Reinmuth. 
Obiectul prezintă o orbită caracterizată de o semiaxă mare de 2,2542709 UAi, o excentricitate de 0,170686, o înclinație de 4,80292 ° în raport cu ecliptica.